# UEFA Champions League gruppespil 2016-17
UEFA Champions League gruppespil 2016-17 er en detaljeret gennemgang af gruppespillet i UEFA Champions League 2016-17.

## Hold
Herunder er de 32 der kvalificerede sig til gruppespillet (med deres UEFA klub koefficienter fra 2016), grupperet efter deres seedningslag. Det inkluderer 22 hold, der kom med i denne fase, samt de ti vindere af playoffrunden (fem fra mestervejen, fem fra ligavejen).
| Nøgle til farver                                       |
| ------------------------------------------------------ |
| Gruppevindere og nummer to avancerede til slutspillet  |
| Tredjepladsen avancerede til Europa League-slutspillet |

| Hold                | Koeff   |
| ------------------- | ------- |
| Real Madrid[TH]     | 176.142 |
| Barcelona           | 159.142 |
| Leicester City      | 15.256  |
| Bayern München      | 163.035 |
| Juventus            | 107.087 |
| Benfica             | 116.616 |
| Paris Saint-Germain | 112.549 |
| CSKA Moskva         | 48.716  |

| Hold                | Koeff   |
| ------------------- | ------- |
| Atlético Madrid     | 144.142 |
| Borussia Dortmund   | 110.035 |
| Arsenal             | 105.256 |
| Manchester City[LR] | 99.256  |
| Sevilla             | 95.642  |
| Porto[LR]           | 92.616  |
| Napoli              | 90.087  |
| Bayer Leverkusen    | 89.035  |

| Hold                         | Koeff  |
| ---------------------------- | ------ |
| Basel                        | 87.755 |
| Tottenham Hotspur            | 74.256 |
| Dynamo Kyiv                  | 65.976 |
| Lyon                         | 63.049 |
| PSV Eindhoven                | 57.112 |
| Sporting CP                  | 51.616 |
| Club Brugge                  | 43.000 |
| Borussia Mönchengladbach[LR] | 42.035 |

| Hold                   | Koeff  |
| ---------------------- | ------ |
| Celtic[CR]             | 40.460 |
| Monaco[LR]             | 36.549 |
| Beşiktaş               | 34.920 |
| Legia Warszawa[CR]     | 28.000 |
| Dinamo Zagreb[CR]      | 25.775 |
| Ludogorets Razgrad[CR] | 25.625 |
| København[CR]          | 24.720 |
| Rostov[LR]             | 11.716 |

Noter
1. TH Forsvarende vindere, automatisk placeret i toppen af seedningslagene.
2. CR Vindere af playoffrunden (Mestervejen).
3. LR Vindere af playoffrunden (Ligavejen).

## Grupper
Kampdagene var 13.–14. september, 27.–28. september, 18.–19. oktober, 1.–2. november, 22.–23. november og 6.–7. december 2016.

### Gruppe A
| Pos | Hold                | K | V | U | T | M+ | M- | MF  | P  | Kvalifikation                |  | ARS | PSG | LUD | BAS |
| --- | ------------------- | - | - | - | - | -- | -- | --- | -- | ---------------------------- |  | --- | --- | --- | --- |
| 1   | Arsenal             | 6 | 4 | 2 | 0 | 18 | 6  | +12 | 14 | Går videre til slutspillet   |  | —   | 2–2 | 6–0 | 2–0 |
| 2   | Paris Saint-Germain | 6 | 3 | 3 | 0 | 13 | 7  | +6  | 12 | Går videre til slutspillet   |  | 1–1 | —   | 2–2 | 3–0 |
| 3   | Ludogorets Razgrad  | 6 | 0 | 3 | 3 | 6  | 15 | −9  | 3  | Går videre til Europa League |  | 2–3 | 1–3 | —   | 0–0 |
| 4   | Basel               | 6 | 0 | 2 | 4 | 3  | 12 | −9  | 2  |                              |  | 1–4 | 1–2 | 1–1 | —   |

| 13. september 2016 20:45 |

| Paris Saint-Germain | 1–1     | Arsenal       |
| ------------------- | ------- | ------------- |
| Cavani 1'           | Rapport | Sánchez 78' · |

| Parc des Princes, Paris Tilskuere: 46.440 Dommer: Viktor Kassai (Ungarn) |

| 13. september 2016 20:45 |

| Basel       | 1–1     | Ludogorets Razgrad |
| ----------- | ------- | ------------------ |
| Steffen 79' | Rapport | Cafu 45' ·         |

| St. Jakob-Park, Basel Tilskuere: 30.852 Dommer: Aleksei Kulbakov (Hviderusland) |

| 28. september 2016 20:45 |

| Ludogorets Razgrad | 1–3     | Paris Saint-Germain             |
| ------------------ | ------- | ------------------------------- |
| Natanael 16'       | Rapport | Matuidi 41' · Cavani 56', 60' · |

| Vasil Levski National Stadium, Sofia Tilskuere: 17.155 Dommer: Pavel Královec (Tjekkiet) |

| 28. september 2016 20:45 |

| Arsenal         | 2–0     | Basel |
| --------------- | ------- | ----- |
| Walcott 7', 26' | Rapport |       |

| Emirates Stadium, London Tilskuere: 59.993 Dommer: Danny Makkelie (Holland) |

| 19. oktober 2016 20:45 |

| Arsenal                                                                 | 6–0     | Ludogorets Razgrad |
| ----------------------------------------------------------------------- | ------- | ------------------ |
| Sánchez 13' · Walcott 42' · Oxlade-Chamberlain 47' · Özil 56', 83', 87' | Rapport |                    |

| Emirates Stadium, London Tilskuere: 59.944 Dommer: Artur Soares Dias (Portugals fodboldforbund) |

| 19. oktober 2016 20:45 |

| Paris Saint-Germain                            | 3–0     | Basel |
| ---------------------------------------------- | ------- | ----- |
| Di María 40' · Lucas 62' · Cavani 90+3' (str.) | Rapport |       |

| Parc des Princes, Paris Tilskuere: 46.488 Dommer: Deniz Aytekin (Tyskland) |

| 1. november 2016 20:45 |

| Ludogorets Razgrad    | 2–3     | Arsenal                             |
| --------------------- | ------- | ----------------------------------- |
| Cafu 12' · Keșerü 15' | Rapport | Xhaka 20' · Giroud 42' · Özil 88' · |

| Vasil Levski National Stadium, Sofia Tilskuere: 30.862 Dommer: Bas Nijhuis (Holland) |

| 1. november 2016 20:45 |

| Basel     | 1–2     | Paris Saint-Germain         |
| --------- | ------- | --------------------------- |
| Zuffi 76' | Rapport | Matuidi 43' · Meunier 90' · |

| St. Jakob-Park, Basel Tilskuere: 34.639 Dommer: Ovidiu Hațegan (Rumænien) |

| 23. november 2016 20:45 |

| Arsenal                                  | 2–2     | Paris Saint-Germain            |
| ---------------------------------------- | ------- | ------------------------------ |
| Giroud 45+1' (str.) · Verratti 60' (sm.) | Rapport | Cavani 18' · Iwobi 77' (sm.) · |

| Emirates Stadium, London Tilskuere: 59.628 Dommer: Felix Brych (Tyskland) |

| 23. november 2016 20:45 |

| Ludogorets Razgrad | 0–0     | Basel |
| ------------------ | ------- | ----- |
|                    | Rapport |       |

| Vasil Levski National Stadium, Sofia Tilskuere: 20.821 Dommer: Martin Atkinson (England) |

| 6. december 2016 20:45 |

| Paris Saint-Germain         | 2–2     | Ludogorets Razgrad             |
| --------------------------- | ------- | ------------------------------ |
| Cavani 61' · Di María 90+2' | Rapport | Misidjan 15' · Wanderson 69' · |

| Parc des Princes, Paris Tilskuere: 42.650 Dommer: Anastasios Sidiropoulos (Grækenland) |

| 6. december 2016 20:45 |

| Basel       | 1–4     | Arsenal                          |
| ----------- | ------- | -------------------------------- |
| Doumbia 78' | Rapport | Lucas 8', 16', 47' · Iwobi 53' · |

| St. Jakob-Park, Basel Tilskuere: 36.000 Dommer: Jorge Sousa (Portugals fodboldforbund) |

### Gruppe B
| Pos | Hold        | K | V | U | T | M+ | M- | MF | P  | Kvalifikation                |  | NAP | BEN | BES | DK  |
| --- | ----------- | - | - | - | - | -- | -- | -- | -- | ---------------------------- |  | --- | --- | --- | --- |
| 1   | Napoli      | 6 | 3 | 2 | 1 | 11 | 8  | +3 | 11 | Går videre til slutspillet   |  | —   | 4–2 | 2–3 | 0–0 |
| 2   | Benfica     | 6 | 2 | 2 | 2 | 10 | 10 | 0  | 8  | Går videre til slutspillet   |  | 1–2 | —   | 1–1 | 1–0 |
| 3   | Beşiktaş    | 6 | 1 | 4 | 1 | 9  | 14 | −5 | 7  | Går videre til Europa League |  | 1–1 | 3–3 | —   | 1–1 |
| 4   | Dynamo Kyiv | 6 | 1 | 2 | 3 | 8  | 6  | +2 | 5  |                              |  | 1–2 | 0–2 | 6–0 | —   |

| 13. september 2016 20:45 |

| Dynamo Kyiv | 1–2     | Napoli             |
| ----------- | ------- | ------------------ |
| Harmash 26' | Rapport | Milik 36', 45+2' · |

| Olympic Stadium, Kyiv Tilskuere: 35.137 Dommer: Willie Collum (Skotland) |

| 13. september 2016 20:45 |

| Benfica   | 1–1     | Beşiktaş        |
| --------- | ------- | --------------- |
| Cervi 12' | Rapport | Talisca 90+3' · |

| Estádio da Luz, Lissabon Tilskuere: 42.126 Dommer: Milorad Mažić (Serbien) |

| 28. september 2016 20:45 |

| Beşiktaş     | 1–1     | Dynamo Kyiv     |
| ------------ | ------- | --------------- |
| Quaresma 29' | Rapport | Tsyhankov 65' · |

| Vodafone Arena, Istanbul Tilskuere: 33.938 Dommer: Felix Zwayer (Tyskland) |

| 28. september 2016 20:45 |

| Napoli                                           | 4–2     | Benfica                   |
| ------------------------------------------------ | ------- | ------------------------- |
| Hamšík 20' · Mertens 51', 58' · Milik 54' (str.) | Rapport | Guedes 70' · Salvio 86' · |

| Stadio San Paolo, Napoli Tilskuere: 41.281 Dommer: Felix Brych (Tyskland) |

| 19. oktober 2016 20:45 |

| Napoli                              | 2–3     | Beşiktaş                           |
| ----------------------------------- | ------- | ---------------------------------- |
| Mertens 30' · Gabbiadini 69' (str.) | Rapport | Adriano 12' · Aboubakar 38', 86' · |

| Stadio San Paolo, Napoli Tilskuere: 28.502 Dommer: Sergei Karasev (Rusland) |

| 19. oktober 2016 20:45 |

| Dynamo Kyiv | 0–2     | Benfica                        |
| ----------- | ------- | ------------------------------ |
|             | Rapport | Salvio 9' (str.) · Cervi 55' · |

| Olympic Stadium, Kyiv Tilskuere: 25.991 Dommer: David Fernández Borbalán (Spanien) |

| 1. november 2016 18:45 |

| Beşiktaş            | 1–1     | Napoli       |
| ------------------- | ------- | ------------ |
| Quaresma 79' (str.) | Rapport | Hamšík 82' · |

| Vodafone Arena, Istanbul Tilskuere: 35.552 Dommer: Mark Clattenburg (England) |

| 1. november 2016 20:45 |

| Benfica             | 1–0     | Dynamo Kyiv |
| ------------------- | ------- | ----------- |
| Salvio 45+2' (str.) | Rapport |             |

| Estádio da Luz, Lissabon Tilskuere: 51.641 Dommer: Clément Turpin (Frankrig) |

| 23. november 2016 18:45 |

| Beşiktaş                                        | 3–3     | Benfica                               |
| ----------------------------------------------- | ------- | ------------------------------------- |
| Tosun 58' · Quaresma 83' (str.) · Aboubakar 89' | Rapport | Guedes 10' · Semedo 25' · Fejsa 31' · |

| Vodafone Arena, Istanbul Tilskuere: 36.063 Dommer: Damir Skomina (Slovenien) |

| 23. november 2016 20:45 |

| Napoli | 0–0     | Dynamo Kyiv |
| ------ | ------- | ----------- |
|        | Rapport |             |

| Stadio San Paolo, Napoli Tilskuere: 33.736 Dommer: Ovidiu Hațegan (Rumænien) |

| 6. december 2016 20:45 |

| Dynamo Kyiv                                                                                              | 6–0     | Beşiktaş |
| --- | ------- | -------- |
| Besyedin 9' · Yarmolenko 30' (str.) · Buyalskyi 32' · González 45+3' · Sydorchuk 60' · Júnior Moraes 77' | Rapport |          |

| Olympic Stadium, Kyiv Tilskuere: 14.036 Dommer: Craig Thomson (Skotland) |

| 6. december 2016 20:45 |

| Benfica     | 1–2     | Napoli                       |
| ----------- | ------- | ---------------------------- |
| Jiménez 87' | Rapport | Callejón 60' · Mertens 79' · |

| Estádio da Luz, Lissabon Tilskuere: 55.634 Dommer: Antonio Mateu Lahoz (Spanien) |

### Gruppe C
| Pos | Hold                     | K | V | U | T | M+ | M- | MF  | P  | Kvalifikation                |  | BAR | MC  | MGL | CEL |
| --- | ------------------------ | - | - | - | - | -- | -- | --- | -- | ---------------------------- |  | --- | --- | --- | --- |
| 1   | Barcelona                | 6 | 5 | 0 | 1 | 20 | 4  | +16 | 15 | Går videre til slutspillet   |  | —   | 4–0 | 4–0 | 7–0 |
| 2   | Manchester City          | 6 | 2 | 3 | 1 | 12 | 10 | +2  | 9  | Går videre til slutspillet   |  | 3–1 | —   | 4–0 | 1–1 |
| 3   | Borussia Mönchengladbach | 6 | 1 | 2 | 3 | 5  | 12 | −7  | 5  | Går videre til Europa League |  | 1–2 | 1–1 | —   | 1–1 |
| 4   | Celtic                   | 6 | 0 | 3 | 3 | 5  | 16 | −11 | 3  |                              |  | 0–2 | 3–3 | 0–2 | —   |

| 13. september 2016 20:45 |

| Barcelona                                                          | 7–0     | Celtic |
| ------------------------------------------------------------------ | ------- | ------ |
| Messi 3', 27', 60' · Neymar 50' · Iniesta 59' · L. Suárez 75', 88' | Rapport |        |

| Camp Nou, Barcelona Tilskuere: 73.290 Dommer: Ovidiu Hațegan (Rumænien) |

| 14. september 2016 20:45 |

| Manchester City                              | 4–0     | Borussia Mönchengladbach |
| -------------------------------------------- | ------- | ------------------------ |
| Agüero 9', 28' (str.), 77' · Iheanacho 90+1' | Rapport |                          |

| City of Manchester Stadium, Manchester Tilskuere: 30.270 Dommer: Björn Kuipers (Holland) |

| 28. september 2016 20:45 |

| Borussia Mönchengladbach | 1–2     | Barcelona               |
| ------------------------ | ------- | ----------------------- |
| Hazard 34'               | Rapport | Turan 65' · Piqué 74' · |

| Borussia-Park, Mönchengladbach Tilskuere: 46.283 Dommer: Damir Skomina (Slovenien) |

| 28. september 2016 20:45 |

| Celtic                               | 3–3     | Manchester City                               |
| ------------------------------------ | ------- | --------------------------------------------- |
| Dembélé 3', 47' · Sterling 20' (sm.) | Rapport | Fernandinho 12' · Sterling 28' · Nolito 55' · |

| Celtic Park, Glasgow Tilskuere: 57.592 Dommer: Nicola Rizzoli (Italien) |

| 19. oktober 2016 20:45 |

| Celtic | 0–2     | Borussia Mönchengladbach |
| ------ | ------- | ------------------------ |
|        | Rapport | Stindl 57' · Hahn 77' ·  |

| Celtic Park, Glasgow Tilskuere: 57.814 Dommer: Anastasios Sidiropoulos (Grækenland) |

| 19. oktober 2016 20:45 |

| Barcelona                        | 4–0     | Manchester City |
| -------------------------------- | ------- | --------------- |
| Messi 17', 61', 69' · Neymar 89' | Rapport |                 |

| Camp Nou, Barcelona Tilskuere: 96.290 Dommer: Milorad Mažić (Serbien) |

| 1. november 2016 20:45 |

| Borussia Mönchengladbach | 1–1     | Celtic               |
| ------------------------ | ------- | -------------------- |
| Stindl 32'               | Rapport | Dembélé 76' (str.) · |

| Borussia-Park, Mönchengladbach Tilskuere: 46.283 Dommer: Jorge Sousa (Portugals fodboldforbund) |

| 1. november 2016 20:45 |

| Manchester City                   | 3–1     | Barcelona   |
| --------------------------------- | ------- | ----------- |
| Gündoğan 39', 74' · De Bruyne 51' | Rapport | Messi 21' · |

| City of Manchester Stadium, Manchester Tilskuere: 53.340 Dommer: Viktor Kassai (Ungarn) |

| 23. november 2016 20:45 |

| Celtic | 0–2     | Barcelona               |
| ------ | ------- | ----------------------- |
|        | Rapport | Messi 24', 56' (str.) · |

| Celtic Park, Glasgow Tilskuere: 57.937 Dommer: Daniele Orsato (Italien) |

| 23. november 2016 20:45 |

| Borussia Mönchengladbach | 1–1     | Manchester City |
| ------------------------ | ------- | --------------- |
| Raffael 23'              | Rapport | Silva 45+1' ·   |

| Borussia-Park, Mönchengladbach Tilskuere: 45.921 Dommer: Cüneyt Çakır (Tyrkiet) |

| 6. december 2016 20:45 |

| Barcelona                       | 4–0     | Borussia Mönchengladbach |
| ------------------------------- | ------- | ------------------------ |
| Messi 16' · Turan 50', 53', 67' | Rapport |                          |

| Camp Nou, Barcelona Tilskuere: 67.157 Dommer: Sergei Karasev (Rusland) |

| 6. december 2016 20:45 |

| Manchester City | 1–1     | Celtic       |
| --------------- | ------- | ------------ |
| Iheanacho 8'    | Rapport | Roberts 4' · |

| City of Manchester Stadium, Manchester Tilskuere: 51.297 Dommer: Slavko Vinčić (Slovenien) |

### Gruppe D
| Pos | Hold            | K | V | U | T | M+ | M- | MF | P  | Kvalifikation                |  | ATL | BAY | ROS | PSV |
| --- | --------------- | - | - | - | - | -- | -- | -- | -- | ---------------------------- |  | --- | --- | --- | --- |
| 1   | Atlético Madrid | 6 | 5 | 0 | 1 | 7  | 2  | +5 | 15 | Går videre til slutspillet   |  | —   | 1–0 | 2–1 | 2–0 |
| 2   | Bayern München  | 6 | 4 | 0 | 2 | 14 | 6  | +8 | 12 | Går videre til slutspillet   |  | 1–0 | —   | 5–0 | 4–1 |
| 3   | Rostov          | 6 | 1 | 2 | 3 | 6  | 12 | −6 | 5  | Går videre til Europa League |  | 0–1 | 3–2 | —   | 2–2 |
| 4   | PSV Eindhoven   | 6 | 0 | 2 | 4 | 4  | 11 | −7 | 2  |                              |  | 0–1 | 1–2 | 0–0 | —   |

| 13. september 2016 20:45 |

| Bayern München                                                        | 5–0     | Rostov |
| --------------------------------------------------------------------- | ------- | ------ |
| Lewandowski 28' (str.) · Müller 45+2' · Kimmich 53', 60' · Bernat 90' | Rapport |        |

| Allianz Arena, München Tilskuere: 70.000 Dommer: Anthony Taylor (England) |

| 13. september 2016 20:45 |

| PSV Eindhoven | 0–1     | Atlético Madrid |
| ------------- | ------- | --------------- |
|               | Rapport | Saúl 43' ·      |

| Philips Stadion, Eindhoven Tilskuere: 33.989 Dommer: Martin Atkinson (England) |

| 28. september 2016 20:45 |

| Atlético Madrid | 1–0     | Bayern München |
| --------------- | ------- | -------------- |
| Carrasco 35'    | Rapport |                |

| Vicente Calderón, Madrid Tilskuere: 48.242 Dommer: Szymon Marciniak (Polen) |

| 28. september 2016 20:45 |

| Rostov        | 2–2     | PSV Eindhoven                    |
| ------------- | ------- | -------------------------------- |
| Poloz 8', 37' | Rapport | Pröpper 14' · L. de Jong 45+1' · |

| Olimp-2, Rostov-on-Don Tilskuere: 12.646 Dommer: Clément Turpin (Frankrig) |

| 19. oktober 2016 20:45 |

| Rostov | 0–1     | Atlético Madrid |
| ------ | ------- | --------------- |
|        | Rapport | Carrasco 62' ·  |

| Olimp-2, Rostov-on-Don Tilskuere: 15.400 Dommer: Daniele Orsato (Italien) |

| 19. oktober 2016 20:45 |

| Bayern München                                          | 4–1     | PSV Eindhoven  |
| ------------------------------------------------------- | ------- | -------------- |
| Müller 13' · Kimmich 21' · Lewandowski 59' · Robben 84' | Rapport | Narsingh 41' · |

| Allianz Arena, München Tilskuere: 70.000 Dommer: Willie Collum (Skotland) |

| 1. november 2016 20:45 |

| Atlético Madrid      | 2–1     | Rostov       |
| -------------------- | ------- | ------------ |
| Griezmann 28', 90+3' | Rapport | Azmoun 30' · |

| Vicente Calderón, Madrid Tilskuere: 40.392 Dommer: Craig Thomson (Skotland) |

| 1. november 2016 20:45 |

| PSV Eindhoven | 1–2     | Bayern München                |
| ------------- | ------- | ----------------------------- |
| Arias 14'     | Rapport | Lewandowski 34' (str.), 74' · |

| Philips Stadion, Eindhoven Tilskuere: 35.000 Dommer: Gianluca Rocchi (Italien) |

| 23. november 2016 18:00 |

| Rostov                                    | 3–2     | Bayern München                   |
| ----------------------------------------- | ------- | -------------------------------- |
| Azmoun 44' · Poloz 50' (str.) · Noboa 67' | Rapport | Douglas Costa 35' · Bernat 52' · |

| Olimp-2, Rostov-on-Don Tilskuere: 15.211 Dommer: Artur Soares Dias (Portugals fodboldforbund) |

| 23. november 2016 20:45 |

| Atlético Madrid             | 2–0     | PSV Eindhoven |
| --------------------------- | ------- | ------------- |
| Gameiro 55' · Griezmann 66' | Rapport |               |

| Vicente Calderón, Madrid Tilskuere: 37.891 Dommer: Aleksei Kulbakov (Hviderusland) |

| 6. december 2016 20:45 |

| Bayern München  | 1–0     | Atlético Madrid |
| --------------- | ------- | --------------- |
| Lewandowski 28' | Rapport |                 |

| Allianz Arena, München Tilskuere: 70.000 Dommer: Clément Turpin (Frankrig) |

| 6. december 2016 20:45 |

| PSV Eindhoven | 0–0     | Rostov |
| ------------- | ------- | ------ |
|               | Rapport |        |

| Philips Stadion, Eindhoven Tilskuere: 33.400 Dommer: Deniz Aytekin (Tyskland) |

### Grppe E
| Pos | Hold              | K | V | U | T | M+ | M- | MF | P  | Kvalifikation                |  | MON | BL  | TOT | CSM |
| --- | ----------------- | - | - | - | - | -- | -- | -- | -- | ---------------------------- |  | --- | --- | --- | --- |
| 1   | Monaco            | 6 | 3 | 2 | 1 | 9  | 7  | +2 | 11 | Går videre til slutspillet   |  | —   | 1–1 | 2–1 | 3–0 |
| 2   | Bayer Leverkusen  | 6 | 2 | 4 | 0 | 8  | 4  | +4 | 10 | Går videre til slutspillet   |  | 3–0 | —   | 0–0 | 2–2 |
| 3   | Tottenham Hotspur | 6 | 2 | 1 | 3 | 6  | 6  | 0  | 7  | Går videre til Europa League |  | 1–2 | 0–1 | —   | 3–1 |
| 4   | CSKA Moskva       | 6 | 0 | 3 | 3 | 5  | 11 | −6 | 3  |                              |  | 1–1 | 1–1 | 0–1 | —   |

| 14. september 2016 20:45 |

| Bayer Leverkusen            | 2–2     | CSKA Moskva                  |
| --------------------------- | ------- | ---------------------------- |
| Mehmedi 9' · Çalhanoğlu 15' | Rapport | Dzagoev 36' · Eremenko 38' · |

| BayArena, Leverkusen Tilskuere: 23.459 Dommer: Daniele Orsato (Italien) |

| 14. september 2016 20:45 |

| Tottenham Hotspur | 1–2     | Monaco                  |
| ----------------- | ------- | ----------------------- |
| Alderweireld 45'  | Rapport | Silva 15' · Lemar 31' · |

| Wembley Stadium, London Tilskuere: 85.011 Dommer: Gianluca Rocchi (Italien) |

| 27. september 2016 20:45 |

| Monaco     | 1–1     | Bayer Leverkusen |
| ---------- | ------- | ---------------- |
| Glik 90+4' | Rapport | Hernández 73' ·  |

| Stade Louis II, Monaco Tilskuere: 8.100 Dommer: David Fernández Borbalán (Spanien) |

| 27. september 2016 20:45 |

| CSKA Moskva | 0–1     | Tottenham Hotspur   |
| ----------- | ------- | ------------------- |
|             | Rapport | Son Heung-min 71' · |

| Arena CSKA, Moskva Tilskuere: 26.153 Dommer: Antonio Mateu Lahoz (Spanien) |

| 18. oktober 2016 20:45 |

| CSKA Moskva | 1–1     | Monaco      |
| ----------- | ------- | ----------- |
| Traoré 34'  | Rapport | Silva 87' · |

| Arena CSKA, Moskva Tilskuere: 24.125 Dommer: Martin Strömbergsson (Sverige) |

| 18. oktober 2016 20:45 |

| Bayer Leverkusen | 0–0     | Tottenham Hotspur |
| ---------------- | ------- | ----------------- |
|                  | Rapport |                   |

| BayArena, Leverkusen Tilskuere: 28.887 Dommer: Cüneyt Çakır (Tyrkiet) |

| 2. november 2016 20:45 |

| Monaco                        | 3–0     | CSKA Moskva |
| ----------------------------- | ------- | ----------- |
| Germain 13' · Falcao 29', 41' | Rapport |             |

| Stade Louis II, Monaco Tilskuere: 10.029 Dommer: Matej Jug (Slovenien) |

| 2. november 2016 20:45 |

| Tottenham Hotspur | 0–1     | Bayer Leverkusen |
| ----------------- | ------- | ---------------- |
|                   | Rapport | Kampl 65' ·      |

| Wembley Stadium, London Tilskuere: 85.512 Dommer: Jonas Eriksson (Sverige) |

| 22. november 2016 18:00 |

| CSKA Moskva       | 1–1     | Bayer Leverkusen |
| ----------------- | ------- | ---------------- |
| Natkho 76' (str.) | Rapport | Volland 16' ·    |

| Arena CSKA, Moskva Tilskuere: 19.164 Dommer: Alberto Undiano Mallenco (Spanien) |

| 22. november 2016 20:45 |

| Monaco                 | 2–1     | Tottenham Hotspur |
| ---------------------- | ------- | ----------------- |
| Sidibé 48' · Lemar 53' | Rapport | Kane 52' (str.) · |

| Stade Louis II, Monaco Tilskuere: 13.100 Dommer: Björn Kuipers (Holland) |

| 7. december 2016 20:45 |

| Bayer Leverkusen                                  | 3–0     | Monaco |
| ------------------------------------------------- | ------- | ------ |
| Yurchenko 30' · Brandt 48' · De Sanctis 82' (sm.) | Rapport |        |

| BayArena, Leverkusen Tilskuere: 21.928 Dommer: Gediminas Mažeika (Litauen) |

| 7. december 2016 20:45 |

| Tottenham Hotspur                          | 3–1     | CSKA Moskva   |
| ------------------------------------------ | ------- | ------------- |
| Alli 38' · Kane 45+1' · Akinfeev 77' (sm.) | Rapport | Dzagoev 33' · |

| Wembley Stadium, London Tilskuere: 62.034 Dommer: Nicola Rizzoli (Italien) |

### Gruppe F
| Pos | Hold              | K | V | U | T | M+ | M- | MF  | P  | Kvalifikation                |  | DOR | RM  | LEG | SCP |
| --- | ----------------- | - | - | - | - | -- | -- | --- | -- | ---------------------------- |  | --- | --- | --- | --- |
| 1   | Borussia Dortmund | 6 | 4 | 2 | 0 | 21 | 9  | +12 | 14 | Går videre til slutspillet   |  | —   | 2–2 | 8–4 | 1–0 |
| 2   | Real Madrid       | 6 | 3 | 3 | 0 | 16 | 10 | +6  | 12 | Går videre til slutspillet   |  | 2–2 | —   | 5–1 | 2–1 |
| 3   | Legia Warszawa    | 6 | 1 | 1 | 4 | 9  | 24 | −15 | 4  | Går videre til Europa League |  | 0–6 | 3–3 | —   | 1–0 |
| 4   | Sporting CP       | 6 | 1 | 0 | 5 | 5  | 8  | −3  | 3  |                              |  | 1–2 | 1–2 | 2–0 | —   |

| 14. september 2016 20:45 |

| Real Madrid                | 2–1     | Sporting CP       |
| -------------------------- | ------- | ----------------- |
| Ronaldo 89' · Morata 90+4' | Rapport | Bruno César 48' · |

| Santiago Bernabéu, Madrid Tilskuere: 72.179 Dommer: Paolo Tagliavento (Italien) |

| 14. september 2016 20:45 |

| Legia Warszawa | 0–6     | Borussia Dortmund                                                                            |
| -------------- | ------- | -------------------------------------------------------------------------------------------- |
|                | Rapport | Götze 7' · Papastathopoulos 15' · Bartra 17' · Guerreiro 51' · Castro 76' · Aubameyang 87' · |

| Polish Army Stadium, Warszawa Tilskuere: 27.304 Dommer: Sergei Karasev (Rusland) |

| 27. september 2016 20:45 |

| Borussia Dortmund             | 2–2     | Real Madrid                |
| ----------------------------- | ------- | -------------------------- |
| Aubameyang 43' · Schürrle 87' | Rapport | Ronaldo 17' · Varane 68' · |

| Westfalenstadion, Dortmund Tilskuere: 65.849 Dommer: Mark Clattenburg (England) |

| 27. september 2016 20:45 |

| Sporting CP            | 2–0     | Legia Warszawa |
| ---------------------- | ------- | -------------- |
| B. Ruiz 28' · Dost 37' | Rapport |                |

| Estádio José Alvalade, Lissabon Tilskuere: 40.094 Dommer: Michael Oliver (England) |

| 18. oktober 2016 20:45 |

| Sporting CP     | 1–2     | Borussia Dortmund           |
| --------------- | ------- | --------------------------- |
| Bruno César 67' | Rapport | Aubameyang 9' · Weigl 43' · |

| Estádio José Alvalade, Lissabon Tilskuere: 46.609 Dommer: Damir Skomina (Slovenien) |

| 18. oktober 2016 20:45 |

| Real Madrid                                                             | 5–1     | Legia Warszawa       |
| ----------------------------------------------------------------------- | ------- | -------------------- |
| Bale 16' · Jodłowiec 20' (sm.) · Asensio 37' · Vázquez 68' · Morata 84' | Rapport | Radović 22' (str.) · |

| Santiago Bernabéu, Madrid Tilskuere: 70.251 Dommer: Ruddy Buquet (Frankrig) |

| 2. november 2016 20:45 |

| Borussia Dortmund | 1–0     | Sporting CP |
| ----------------- | ------- | ----------- |
| Ramos 12'         | Rapport |             |

| Westfalenstadion, Dortmund Tilskuere: 65.849 Dommer: Danny Makkelie (Holland) |

| 2. november 2016 20:45 |

| Legia Warszawa                              | 3–3     | Real Madrid                           |
| ------------------------------------------- | ------- | ------------------------------------- |
| Odjidja-Ofoe 40' · Radović 58' · Moulin 83' | Rapport | Bale 1' · Benzema 35' · Kovačić 85' · |

| Polish Army Stadium, Warszawa Tilskuere: 0 Dommer: Pavel Královec (Tjekkiet) |

| 22. november 2016 20:45 |

| Sporting CP       | 1–2     | Real Madrid                |
| ----------------- | ------- | -------------------------- |
| Adrien 80' (str.) | Rapport | Varane 29' · Benzema 87' · |

| Estádio José Alvalade, Lissabon Tilskuere: 50.046 Dommer: Willie Collum (Skotland) |

| 22. november 2016 20:45 |

| Borussia Dortmund                                                                                 | 8–4     | Legia Warszawa                                     |
| ------------------------------------------------------------------------------------------------- | ------- | -------------------------------------------------- |
| Kagawa 17', 18' · Şahin 20' · Dembélé 29' · Reus 32', 52' · Passlack 81' · Rzeźniczak 90+2' (sm.) | Rapport | Prijović 10', 24' · Kucharczyk 57' · Nikolić 83' · |

| Westfalenstadion, Dortmund Tilskuere: 55.094 Dommer: Martin Strömbergsson (Sverige) |

| 7. december 2016 20:45 |

| Real Madrid      | 2–2     | Borussia Dortmund           |
| ---------------- | ------- | --------------------------- |
| Benzema 28', 53' | Rapport | Aubameyang 60' · Reus 88' · |

| Santiago Bernabéu, Madrid Tilskuere: 76.894 Dommer: Szymon Marciniak (Polen) |

| 7. december 2016 20:45 |

| Legia Warszawa | 1–0     | Sporting CP |
| -------------- | ------- | ----------- |
| Guilherme 30'  | Rapport |             |

| Polish Army Stadium, Warszawa Tilskuere: 28.232 Dommer: Gianluca Rocchi (Italien) |

### Gruppe G
| Pos | Hold           | K | V | U | T | M+ | M- | MF  | P  | Kvalifikation                |  | LEI | POR | COP | CLU |
| --- | -------------- | - | - | - | - | -- | -- | --- | -- | ---------------------------- |  | --- | --- | --- | --- |
| 1   | Leicester City | 6 | 4 | 1 | 1 | 7  | 6  | +1  | 13 | Går videre til slutspillet   |  | —   | 1–0 | 1–0 | 2–1 |
| 2   | Porto          | 6 | 3 | 2 | 1 | 9  | 3  | +6  | 11 | Går videre til slutspillet   |  | 5–0 | —   | 1–1 | 1–0 |
| 3   | København      | 6 | 2 | 3 | 1 | 7  | 2  | +5  | 9  | Går videre til Europa League |  | 0–0 | 0–0 | —   | 4–0 |
| 4   | Club Brugge    | 6 | 0 | 0 | 6 | 2  | 14 | −12 | 0  |                              |  | 0–3 | 1–2 | 0–2 | —   |

| 14. september 2016 20:45 |

| Club Brugge | 0–3     | Leicester City                           |
| ----------- | ------- | ---------------------------------------- |
|             | Rapport | Albrighton 5' · Mahrez 29', 61' (str.) · |

| Jan Breydel Stadium, Brugge Tilskuere: 20.970 Dommer: Anastasios Sidiropoulos (Grækenland) |

| 14. september 2016 20:45 |

| Porto      | 1–1     | F.C. København  |
| ---------- | ------- | --------------- |
| Otávio 13' | Rapport | Cornelius 52' · |

| Estádio do Dragão, Porto Tilskuere: 34.325 Dommer: Matej Jug (Slovenien) |

| 27. september 2016 20:45 |

| F.C. København                                                    | 4–0     | Club Brugge |
| ----------------------------------------------------------------- | ------- | ----------- |
| Denswil 53' (sm.) · Delaney 64' · Santander 69' · Jørgensen 90+2' | Rapport |             |

| Parken, København Tilskuere: 25.605 Dommer: Craig Thomson (Skotland) |

| 27. september 2016 20:45 |

| Leicester City | 1–0     | Porto |
| -------------- | ------- | ----- |
| Slimani 25'    | Rapport |       |

| King Power Stadium, Leicester Tilskuere: 31.805 Dommer: Cüneyt Çakır (Tyrkiet) |

| 18. oktober 2016 20:45 |

| Leicester City | 1–0     | F.C. København |
| -------------- | ------- | -------------- |
| Mahrez 40'     | Rapport |                |

| King Power Stadium, Leicester Tilskuere: 31.037 Dommer: Nicola Rizzoli (Italien) |

| 18. oktober 2016 20:45 |

| Club Brugge | 1–2     | Porto                            |
| ----------- | ------- | -------------------------------- |
| Vossen 12'  | Rapport | Layún 68' · Silva 90+3' (str.) · |

| Jan Breydel Stadium, Brugge Tilskuere: 23.325 Dommer: Paolo Tagliavento (Italien) |

| 2. november 2016 20:45 |

| F.C. København | 0–0     | Leicester City |
| -------------- | ------- | -------------- |
|                | Rapport |                |

| Parken, København Tilskuere: 34.146 Dommer: Felix Brych (Tyskland) |

| 2. november 2016 20:45 |

| Porto     | 1–0     | Club Brugge |
| --------- | ------- | ----------- |
| Silva 37' | Rapport |             |

| Estádio do Dragão, Porto Tilskuere: 32.310 Dommer: Alberto Undiano Mallenco (Spanien) |

| 22. november 2016 20:45 |

| Leicester City                 | 2–1     | Club Brugge     |
| ------------------------------ | ------- | --------------- |
| Okazaki 5' · Mahrez 30' (str.) | Rapport | Izquierdo 52' · |

| King Power Stadium, Leicester Tilskuere: 31.443 Dommer: Ruddy Buquet (Frankrig) |

| 22. november 2016 20:45 |

| F.C. København | 0–0     | Porto |
| -------------- | ------- | ----- |
|                | Rapport |       |

| Parken, København Tilskuere: 32.036 Dommer: Milorad Mažić (Serbien) |

| 7. december 2016 20:45 |

| Club Brugge | 0–2     | F.C. København                     |
| ----------- | ------- | ---------------------------------- |
|             | Rapport | Mechele 8' (sm.) · Jørgensen 15' · |

| Jan Breydel Stadium, Brugge Tilskuere: 18.981 Dommer: Michael Oliver (England) |

| 7. december 2016 20:45 |

| Porto                                                      | 5–0     | Leicester City |
| ---------------------------------------------------------- | ------- | -------------- |
| Silva 6', 64' (str.) · Corona 26' · Brahimi 44' · Jota 77' | Rapport |                |

| Estádio do Dragão, Porto Tilskuere: 39.310 Dommer: Felix Zwayer (Tyskland) |

### Gruppe H
| Pos | Hold          | K | V | U | T | M+ | M- | MF  | P  | Kvalifikation                |  | JUV | SEV | OL  | DZ  |
| --- | ------------- | - | - | - | - | -- | -- | --- | -- | ---------------------------- |  | --- | --- | --- | --- |
| 1   | Juventus      | 6 | 4 | 2 | 0 | 11 | 2  | +9  | 14 | Går videre til slutspillet   |  | —   | 0–0 | 1–1 | 2–0 |
| 2   | Sevilla       | 6 | 3 | 2 | 1 | 7  | 3  | +4  | 11 | Går videre til slutspillet   |  | 1–3 | —   | 1–0 | 4–0 |
| 3   | Lyon          | 6 | 2 | 2 | 2 | 5  | 3  | +2  | 8  | Går videre til Europa League |  | 0–1 | 0–0 | —   | 3–0 |
| 4   | Dinamo Zagreb | 6 | 0 | 0 | 6 | 0  | 15 | −15 | 0  |                              |  | 0–4 | 0–1 | 0–1 | —   |

| 14. september 2016 20:45 |

| Lyon                                 | 3–0     | Dinamo Zagreb |
| ------------------------------------ | ------- | ------------- |
| Tolisso 13' · Ferri 49' · Cornet 57' | Rapport |               |

| Parc Olympique Lyonnais, Décines-Charpieu Tilskuere: 43.754 Dommer: Martin Strömbergsson (Sverige) |

| 14. september 2016 20:45 |

| Juventus | 0–0     | Sevilla |
| -------- | ------- | ------- |
|          | Rapport |         |

| Juventus Stadium, Torino Tilskuere: 33.261 Dommer: Deniz Aytekin (Tyskland) |

| 27. september 2016 20:45 |

| Sevilla        | 1–0     | Lyon |
| -------------- | ------- | ---- |
| Ben Yedder 53' | Rapport |      |

| Ramón Sánchez Pizjuán, Sevilla Tilskuere: 36.741 Dommer: Bas Nijhuis (Holland) |

| 27. september 2016 20:45 |

| Dinamo Zagreb | 0–4     | Juventus                                                 |
| ------------- | ------- | -------------------------------------------------------- |
|               | Rapport | Pjanić 24' · Higuaín 31' · Dybala 57' · Dani Alves 85' · |

| Stadion Maksimir, Zagreb Tilskuere: 23.875 Dommer: Jorge Sousa (Portugals fodboldforbund) |

| 18. oktober 2016 20:45 |

| Dinamo Zagreb | 0–1     | Sevilla     |
| ------------- | ------- | ----------- |
|               | Rapport | Nasri 37' · |

| Stadion Maksimir, Zagreb Tilskuere: 6.021 Dommer: Michael Oliver (England) |

| 18. oktober 2016 20:45 |

| Lyon | 0–1     | Juventus       |
| ---- | ------- | -------------- |
|      | Rapport | Cuadrado 76' · |

| Parc Olympique Lyonnais, Décines-Charpieu Tilskuere: 53.907 Dommer: Szymon Marciniak (Polen) |

| 2. november 2016 20:45 |

| Sevilla                                                  | 4–0     | Dinamo Zagreb |
| -------------------------------------------------------- | ------- | ------------- |
| Vietto 31' · Escudero 66' · N'Zonzi 80' · Ben Yedder 87' | Rapport |               |

| Ramón Sánchez Pizjuán, Sevilla Tilskuere: 35.215 Dommer: Felix Zwayer (Tyskland) |

| 2. november 2016 20:45 |

| Juventus           | 1–1     | Lyon          |
| ------------------ | ------- | ------------- |
| Higuaín 13' (str.) | Rapport | Tolisso 85' · |

| Juventus Stadium, Torino Tilskuere: 40.356 Dommer: Björn Kuipers (Holland) |

| 22. november 2016 20:45 |

| Dinamo Zagreb | 0–1     | Lyon            |
| ------------- | ------- | --------------- |
|               | Rapport | Lacazette 72' · |

| Stadion Maksimir, Zagreb Tilskuere: 7.834 Dommer: Pavel Královec (Tjekkiet) |

| 22. november 2016 20:45 |

| Sevilla   | 1–3     | Juventus                                                 |
| --------- | ------- | -------------------------------------------------------- |
| Pareja 9' | Rapport | Marchisio 45+2' (str.) · Bonucci 84' · Mandžukić 90+4' · |

| Ramón Sánchez Pizjuán, Sevilla Tilskuere: 38.942 Dommer: Mark Clattenburg (England) |

| 7. december 2016 20:45 |

| Lyon | 0–0     | Sevilla |
| ---- | ------- | ------- |
|      | Rapport |         |

| Parc Olympique Lyonnais, Décines-Charpieu Tilskuere: 52.423 Dommer: Jonas Eriksson (Sverige) |

| 7. december 2016 20:45 |

| Juventus                 | 2–0     | Dinamo Zagreb |
| ------------------------ | ------- | ------------- |
| Higuaín 52' · Rugani 73' | Rapport |               |

| Juventus Stadium, Torino Tilskuere: 39.380 Dommer: Anthony Taylor (England) |